# Anna Ciocchetti
Anna Ciocchetti  (Madrid, 1968. június 24. –) spanyol születésű mexikói színésznő, énekesnő.

## Élete és pályafutása
1968. június 24-én született Madridban, Franco Ciocchetti és Valentina Millán gyermekeként. 
1986-ban szerepet kapott a La telaraña című sorozatban. 2004-ben Lucrecia szerepét játszotta a Belinda című sorozatban. 2009-ben a Vuélveme a quererben Lorenza Acosta szerepét játszotta. 2013-ban megkapta Minerva szerepét a Fortuna című telenovellában.
Két fia van: Giovani és Franco. 

## Filmográfia
- 2016 : Álmodj velem! (Desperar contigo) ... Cynthia Hidalgo
- 2015 : Señora Acero ... Consuelo
- 2014 : Amor sin reserva ... Viviana Mendoza Ugalde vda. de Olivaterra
- 2013 : Prohibido Amar ... Alicia Cosío
- 2013 : Fortuna ... Minerva Constant de Altamirano
- 2011 : Huérfanas ... Lourdes de la Peña
- 2010 : La Loba ... Noelia Torres Velázquez
- 2009 : Vuélveme a querer ... Lorenza Acosta de Montesinos
- 2007 : Cambio de vida
- 2007 : Amíg tart az élet (Mientras haya vida)
- 2006 : Así del precipicio ... Sandra Romano
- 2006 : Campeones de la vida ... Miriam
- 2006 : Sexo, amor y otras perversiones 2
- 2006 : El mago Manani
- 2005 : Corazón partido ... Fernanda
- 2005 : Bodas de oro ... Sharon
- 2005 : Por eso no tienes novio
- 2004 : Cero y van 4 ... Mónica
- 2004 : Belinda ... Lucrecia Fuenmayor de Arismendi
- 2003 : Női pillantás (Mirada de mujer: El regreso) ... Sara
- 2003 : El pez dorado
- 2001 : Lo que es el amor ... Anabel Cantú
- 2000 : Todo por amor ... Regina
- 1998 : La chacala ... Marina
- 1996 : Nada personal ... Elsa Grajales
- 1996 : A flor de piel
- 1995 : El callejón de los milagros
- 1994 : Entre vivos y muertos
- 1993 : Televiteatros
- 1986 : La telaraña